# کینتتسو دپارتمان استور
کینتتسو دپارتمان استور (انگلیسی: Kintetsu Department Store) شرکت خرده‌فروشی ژاپنی است، که در سال ۱۹۳۴ تأسیس شد.